# نيكولاي فون غلين
الكسندر نيكولاي فون غلين (بالإنجليزية: Alexander Nikolai von Glehn) ولد 16 يوليو 1841 في مانوند، محافظة إستونيا، الإمبراطورية الروسية، وتُوفي 7 سبتمبر 1923 في البرازيل، كان مالكًا لأرض في البلطيق وشخصية عامة، وأبرزها كونه مؤسس مدينة نومي (التي أصبحت الآن جزءًا من تالين).
ولد في عائلة غلين الغنية، وكان شقيق بيتر فون غلين، عالم النبات الشهير. درس الاقتصاد والطب والفلسفة والهندسة المعمارية في جامعة تارتو وألمانيا.
أسس غلين مستوطنة جديدة تسمى نيمه في الجزء الشمالي من أراضي قصره في يالجيماني. في عام 1873 أعطى التخطيطات الأولى بالقرب من محطة السكة الحديد التي تأسست قبل عام على خط سكة حديد تالين-بالديسكي (جزء من سكة حديد البلطيق). في عام 1917 اكتسب نومي حقوق البلدية في عام 1926، ولكن تم دمجها مع تالين في عام 1940.
كما بنى غلين بنفسه «الرئيسية العالية» (بالألمانية: Hohenhaupt)، في الوقت الحاضر المعروف باسم قلعة غلين في نومي. تم الانتهاء من المبنى الرئيسي («القلعة») في عام 1886 من قبله حيث كان المهندس المعماري نفسه. يحيط بالقلعة حديقة بها العديد من المباني مثل بيت النخيل (1900-1910) وبرج المرصد (1910) ومنحوتات «كليفبيجون» (1908) و «كركودايل» (1908)، وكلها من صنع غلين نفسه.
بعد رحيله إلى ألمانيا في عام 1918، ذهب إلى البرازيل لعلاج ابنه المريض، مانفريد فون غلين (1867-1924) في المناخ الدافئ.
في 12 نوفمبر 2011 تم افتتاح تمثال من قبل سيكالا سيمسون بجانب جسر المشاة في وسط نومي لتكريم غلين.